# Turnaround (álbum de Westlife)
Turnaround es el cuarto álbum de la banda irlandesa Westlife, y fue lanzado el 24 de noviembre de 2003. 
El primer sencillo en ser lanzado fue "Hey Whatever". La canción es esencialmente una versión de "Rainbow Zephyr" de la banda de rock Relish, pero con una pequeña modificación de la letra y en el título de la canción. 
El siguiente sencillo fue una versión de "Mandy", el hit de Barry Manilow. La versión de la banda fue un éxito instantáneo, se convirtió en su 12.ª canción en ser n.º 1 en el Reino Unido y en la canción irlandesa del año.
"Obvious", es una canción original, fue su tercer sencillo en ser lanzado.
"Turnaround" fue el álbum que siguió después de la partida de Brian McFadden.

## Lista de canciones
- Edición estándar

| Turnaround |                               |          |  |
| N.º        | Título                        | Duración |  |
| 1.         | «Mandy»                       | 3:18     |  |
| 2.         | «Hey Whatever»                | 3:28     |  |
| 3.         | «Heal»                        | 3:08     |  |
| 4.         | «Obvious»                     | 3:29     |  |
| 5.         | «When A Woman Loves A Man»    | 3:34     |  |
| 6.         | «On My Shoulder»              | 3:56     |  |
| 7.         | «Turn Around»                 | 4:21     |  |
| 8.         | «I Did It For You»            | 3:30     |  |
| 9.         | «Thank You»                   | 4:02     |  |
| 10.        | «To Be With You»              | 3:20     |  |
| 11.        | «Home»                        | 4:04     |  |
| 12.        | «Lost In You»                 | 3:34     |  |
| 13.        | «What Do They Know?»          | 3:16     |  |
| 14.        | «Never Knew I Was Losing You» |          |  |

1. ↑  Lost In You fue incluido sólo en las versiones para el Reino Unido y Japón.
2. ↑  Never Knew I Was Losing You sólo en la versión para Japón.

- Edición asiática

| Turnaround |                                             |          |  |
| N.º        | Título                                      | Duración |  |
| 1.         | «Mandy» (Videoclip)                         |          |  |
| 2.         | «If I Let You Go» (Videoclip)               |          |  |
| 3.         | «My Love» (Videoclip)                       |          |  |
| 4.         | «Flying Without Wings» (Videoclip)          |          |  |
| 5.         | «When You're Looking Like That» (Videoclip) |          |  |
| 6.         | «Swear It Again» (Videoclip)                |          |  |
| 7.         | «I Have a Dream» (Videoclip)                |          |  |
| 8.         | «Seasons in the Sun» (Videoclip)            |          |  |
| 9.         | «Hey Whatever» (Videoclip)                  |          |  |

## En listas
| País          | Mejor puesto | Certificación |
| ------------- | ------------ | ------------- |
| Irlanda       | 1            | -             |
| Austria       | 42           | -             |
| Filipinas     | 1            | 3xPlatino     |
| Suecia        | 5            | -             |
| Reino Unido   | 1            | 3x Platino    |
| Dinamarca     | 4            | -             |
| Nueva Zelanda | 42           | -             |
| Noruega       | 37           | -             |
| Países Bajos  | 33           | -             |
| Suiza         | 1            | -             |

## Lanzamiento
| Lugar     | Fecha                   |
| --------- | ----------------------- |
| Europa    | 24 de noviembre de 2003 |
| Taiwán    | 28 de noviembre de 2003 |
| Australia | 30 de noviembre de 2003 |

- Datos: Q1824588